# Markus Appel
Markus Appel (* 3. Mai 1973 in Bad Hersfeld) ist ein deutscher Psychologe, Medienforscher und Autor.

## Leben
Appel studierte Psychologie und Kulturwissenschaften an der Johannes Gutenberg-Universität Mainz und an der Humboldt-Universität zu Berlin. Er promovierte 2004 an der Universität zu Köln bei Norbert Groeben. Er arbeitete ab 2005 als wissenschaftlicher Mitarbeiter, ab 2008 als Assistenzprofessor und ab 2010 als Assoziierter Professor an der Johannes Kepler Universität Linz. Appel war als Gastwissenschaftler an der Universität Bergen, der New York University sowie der UNSW Sydney tätig.
Von 2013 bis 2017 leitete er die Arbeitseinheit Medienpsychologie an der Universität Koblenz-Landau. Er wurde 2017 Inhaber des Lehrstuhls für Kommunikationspsychologie und Neue Medien an der Julius-Maximilians-Universität Würzburg.
Appels Forschungsschwerpunkte liegen im Bereich der Medien- und Technologieforschung. Er untersucht die Prozesse während der Rezeption von fiktionalen Geschichten und daraus resultierende Wirkungen auf Einstellungen, Selbstkonzept und Verhalten („Narrative Persuasion“). Er beschäftigt sich ferner mit den Auswirkungen und Korrelaten der Nutzung von Online- und Mobilmedien. Unter anderem beleuchtete er den wissenschaftlichen Gehalt der populärwissenschaftlichen Thesen zur „Digitalen Demenz“. Weitere Forschungsfelder sind psychologische Fragestellungen zur Verbreitung von humanoiden Robotern, die Wirkung von Stereotypen auf menschliches Erleben und Verhalten („Stereotype Threat“) und die psychologischen Prozesse bei der Verbreitung und Verarbeitung von Falschmeldungen („Fake News“). 
Markus Appel hat Aufsätze in hochrangigen Fachzeitschriften (u. a. Advances in Experimental Social Psychology, Journal of Communication) publiziert. Das Lehrbuchs Digital ist Besser?! Die Psychologie der Online- und Mobilkommunikation wurde von ihm mit herausgegeben. Er ist Sprecher des DFG Graduiertenkollegs The Experience of Stories in the Digital Age (TESDA).

## Veröffentlichungen
- Immer online, immer allein? In: W. Lenhards (Herausgeber): Verhaltensstörungen im Jugendalter: Ausgewählte Determinanten und Phänomene. Springer Verlag, 2016.
- Herausgeber (mit B. Batinic): Lehrbuch Medienpsychologie. Springer Verlag, 2008.
- Herausgeber: Die Psychologie des Postfaktischen: Fake News, „Lügenpresse“, Clickbait & Co. Springer Verlag, 2019.